# Streptocarpus subscandens
Streptocarpus subscandens är en tvåhjärtbladig växtart som först beskrevs av Brian Laurence Burtt, och fick sitt nu gällande namn av I. Darbysh.. Streptocarpus subscandens ingår i släktet Streptocarpus och familjen Gesneriaceae. Inga underarter finns listade i Catalogue of Life.